# Lutherkirche (Wetter)
Die Lutherkirche in Wetter (Ruhr), Bismarckstraße 46 im Stadtteil Alt-Wetter, ist ein evangelisches Gotteshaus.
Die Grundsteinlegung war am 2. April 1905, das Richtfest feierte man am 10. November 1905. Nachdem im Lauf des Jahres 1906 der Innenausbau fertiggestellt wurde, fand am 19. Dezember 1906 die Einweihung statt.
Stilistisch ist der von dem Dortmunder Architekten Ernst Marx entworfene Kirchenbau der Neugotik zuzurechnen.
Das dreistimmige Geläut aus Eisenhartguss, gestimmt auf h° – d′ – e′, wurde im Jahre 1920 gegossen. Mit Stand 2016 soll es durch ein Bronzegeläut ersetzt werden.